# Wiesław Tokarz
Wiesław Wawrzyniec Tokarz [výsl. přibližně věsuaf vavřiněc tokař] (* 10. srpna 1951 Nowy Targ) je bývalý polský hokejový útočník.  Jeho bratrem je bývalý hokejista Leszek Tokarz.

## Hráčská kariéra

### Klubová kariéra
V polské lize hrál za tým Podhale Nowy Targ (do 1972), GKS Katowice (1973–1977) a Zagłębie Sosnowiec (1978—1983). Je šestinásobným mistrem Polska. V polské lize nastoupil v 407 utkáních a dal 234 gólů. Později působil v Německu.

### Reprezentační kariéra
Polsko reprezentoval na olympijských hrách v roce 1972 a na 4 turnajích mistrovství světa v letech 1973, 1974, 1975 a 1982. Celkem za polskou reprezentaci nastoupil v letech 1972–1982 v 76 utkáních a dal 22 gólů.